# 48/49
48/49 ist das erste Studioalbum der Musikgruppe Beatsteaks.

## Geschichte
Im Juni 2007 erschien eine auf 1000 Stück limitierte Edition der LP bei XNO Records (Alive). Diese Edition enthält den Bonussong So Undone, der auf dem Demo-Tape Beatsteaks, die erste... enthalten ist. Im Anschluss an Disillusion folgt zudem ein Hidden Track, Beatsteaks, der wie So Undone auch auf dem Tape Beatsteaks, die erste... enthalten ist. Die erste Auflage des Albums erschien im Digipack.

## Albumtitel
Der Titel 48/49 (auch achtundvierzig neunundvierzig) entstammt der Hausnummer ihres Proberaums in der Alten Schönhauser Straße 48/49 in Berlin. Es ist der Name des Albums, der Name eines Titels und aufgrund eines Hidden Tracks auch die Spielzeit der CD.

## Tracklist
1. Unminded – 2:36
2. Fragen – 3:08
3. Why You Not... – 2:35
4. Different Ways – 3:22
5. 48/49 – 2:49
6. Fool – 1:53
7. Schlecht – 1:49
8. Me Against the World – 2:55
9. Indifferent – 4:22
10. Barfrau – 0:14
11. You Walk – 2:50
12. Disillusion (+Hidden Track) – 20:13